# Minibloq
Minibloq é um ambiente de programação gráfica(o icónica) que tem por principal objetivo facilitar a programação e sua aprendizagem, seja a crianças, principiantes, e pessoas com poucos conhecimentos de informática.  Minibloq é um projeto ativo e em permanente evolução, e é possível que no futuro sirva também como linguagem genérica para todo tipo de aplicações e para usuarios avançados.  Atualmente está orientado especialmente para a programação de dispositivos de computação física e robótica, tais como kits Multiplo, placas Arduino, etc..
- Algumas das principais características de Minibloq são:

Fácil: Só alguns clicks, e seu primeiro programa estará funcionando.
Geração de código em tempo real: Cria o código a medida que agregas blocos ou modificas parametros, mostrando instantaneamente numa janela com sintaxe colorida. Desta forma, Minibloq facilita a transição para a programação baseada em texto.
Controle de erros em tempo real: Minibloq marca em vermelho todos os erros e parametros incompletos a medida que o programa é  criado.
Interface de usuário avançado: Drag & drop com autopan, Zoom, cortar e colar, janelas acoplaveis e navegação no editor tanto por mouse como por teclado são só algumas das características da interface de usuário (GUI) de Minibloq. E há mais...
Terminal incorporado: Permite receber e enviar dados da  placa através de portas USB ou serial.
Solução”tudo em um”: O software vem pronto para usar, incluindo todo o necessario. Não ha necessidade de instalar outras bibliotecas,ferramentas de software, etc..
Portable: Não requer instalação (exceto para os drivers de dispositivos, como os necessarios para que funcionem placas como Arduino™). Pode inclusive ser executado a partir de um pendrive flash. Não requer conexão a Internet para funcionar, ja que reside completamente na máquina na qual esta sendo executado. E mais: você pode ter diferentes copias do Minibloq, inclusive configuradas para trabalhar com diferente hardware, todos rodando ao mesmo tempo no mesmo computador.
Rápido: Minibloq é uma nativa, compilada com C++ (gcc), utilizando uma biblioteca chamada wxWidgets. Por esta razão, é perfeitamente apto para funcionar em pequenos computadores, tais como netbooks. Também, compila realmente rápido teus programas, ja que contem código precompilado.
Modular e expansivel: Os usuarios avançados podem criar seus proprios blocos (nas próximas versões serão implementadas novas facilidades para a criação de novos blocos de forma rápida e simples).

## Como Funciona
Minibloq é um gerador de código. Cada bloco de código é configurado em XML. Em sua primeira versão, permite ver o código de geração (para este fim utiliza  Scintilla). Aqui estão alguns exemplos de código gerado para Arduino:

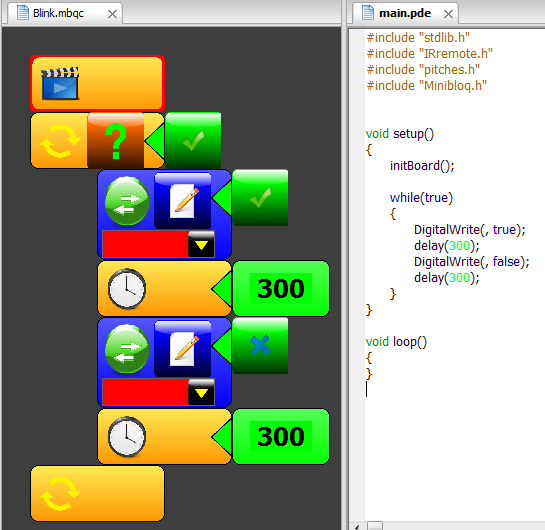
Blink: Blocos e Códigos.
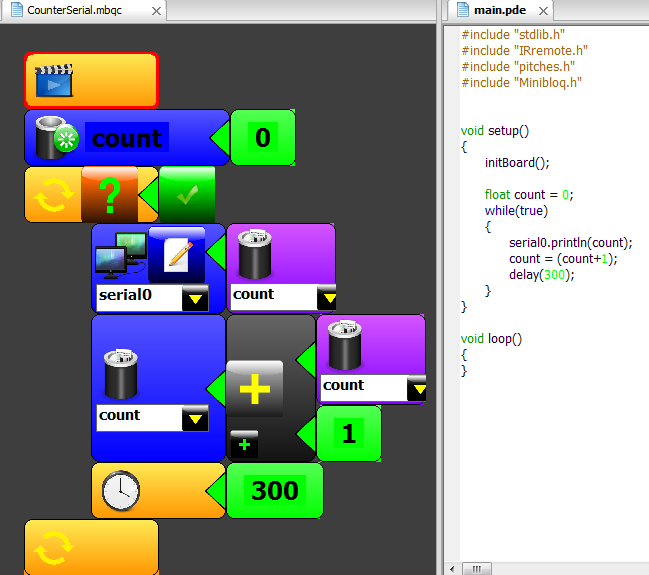
Contador Simples, com saída serial.
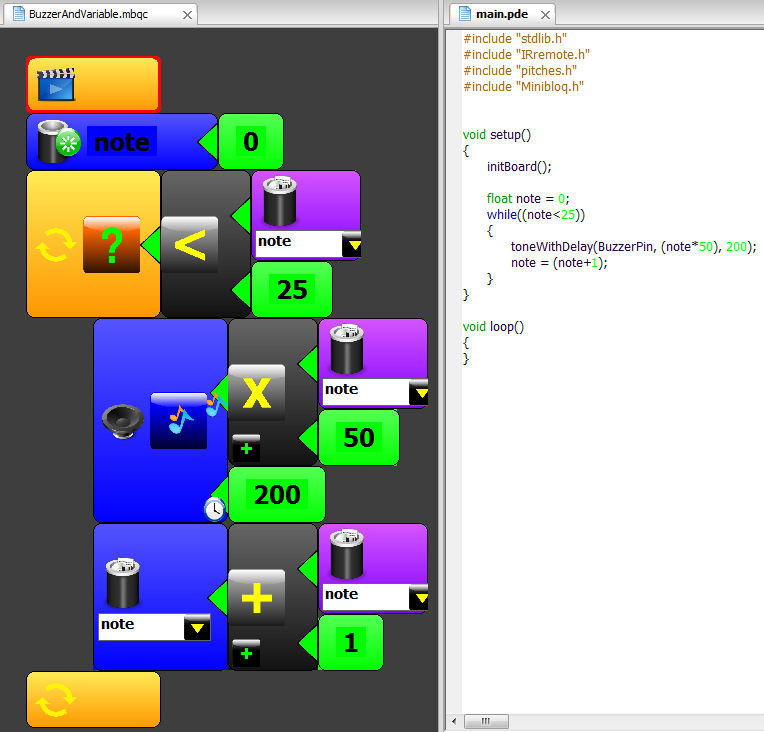
Tons (com um buzzer) variando a frequência.
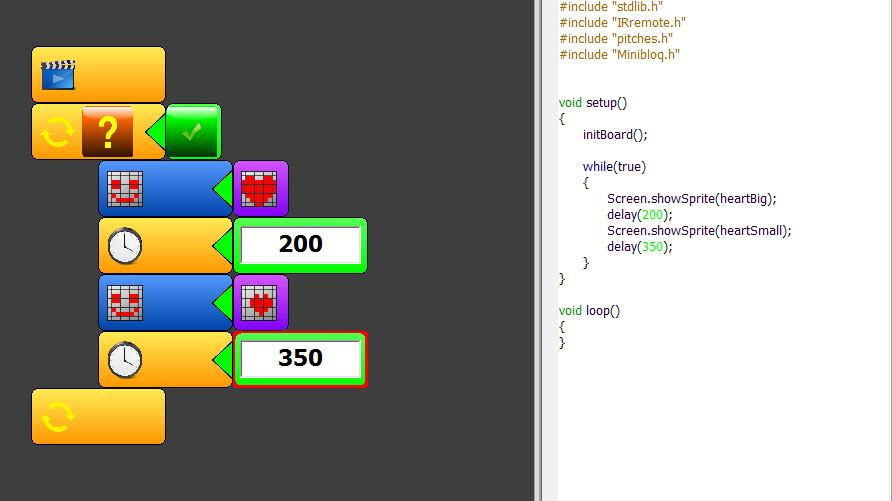
Sprites para as telas como "LED-Matrix".
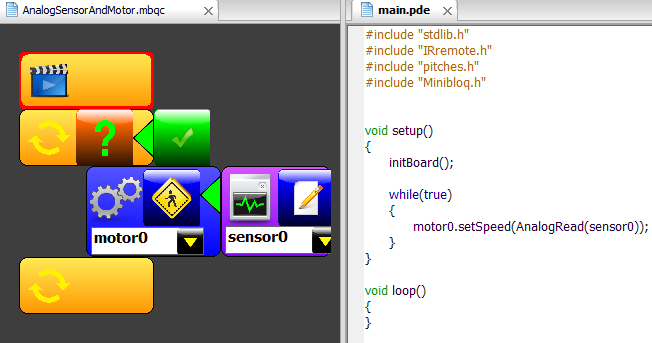
Variação de velocidade de um motor com um sensor analógico.
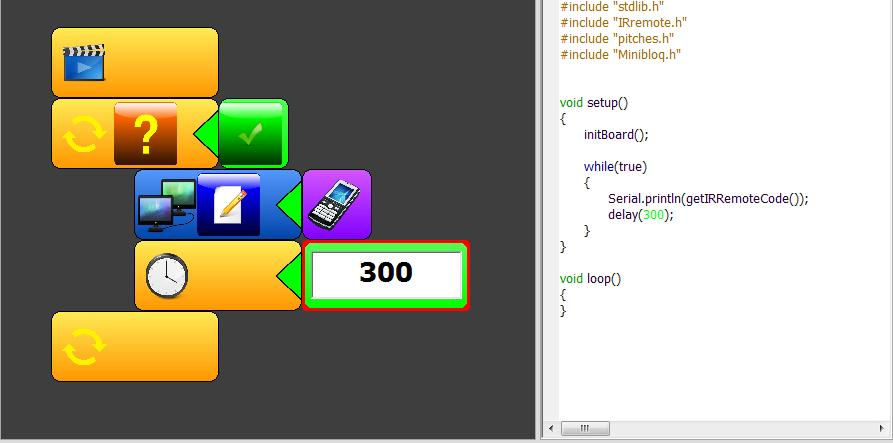
Envio de números através de uma porta serial. Os números são recebidas de um controle remoto IR RC5.

## Plataformas

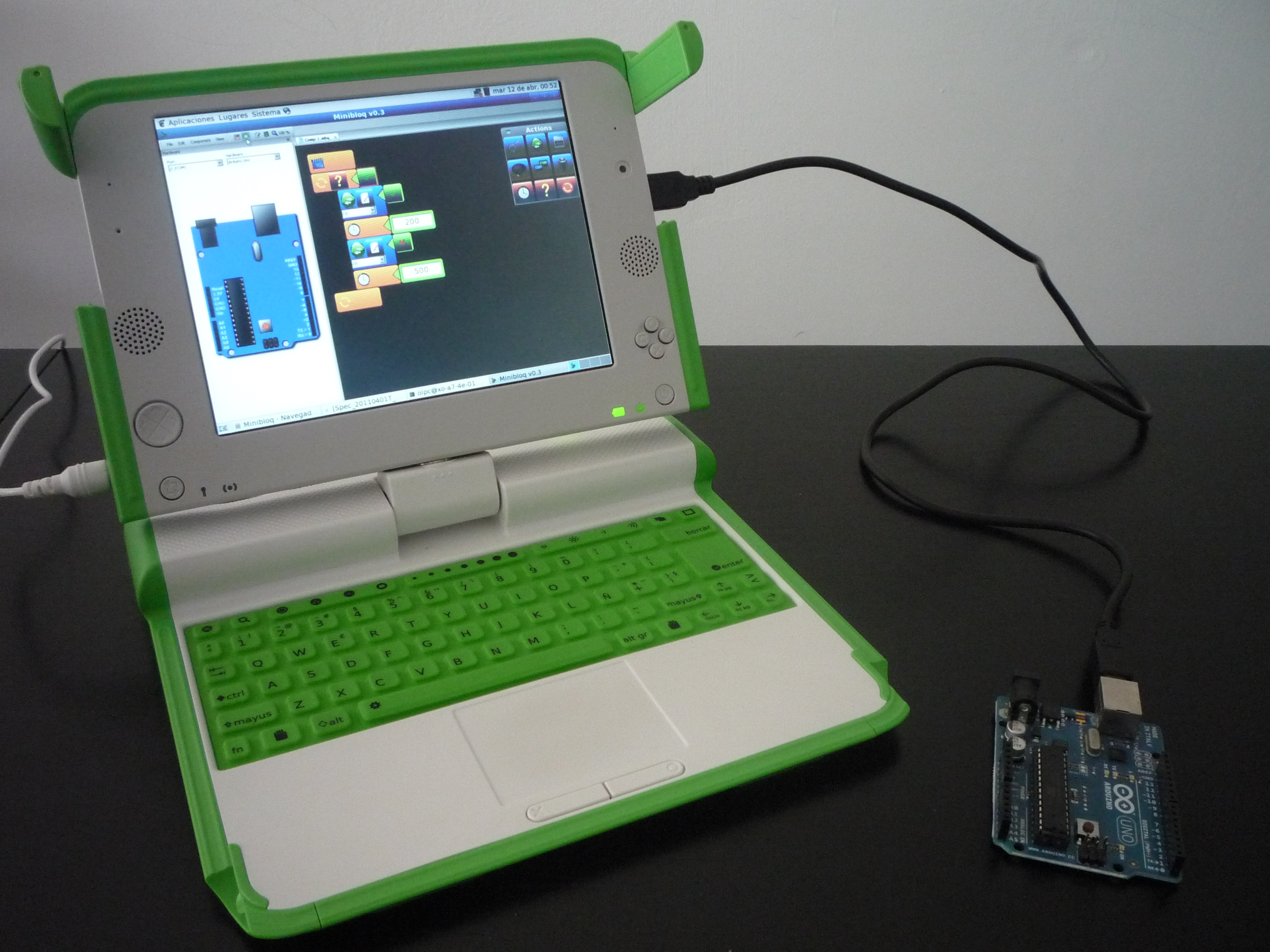
Minibloq + OLPC + Arduino.

O Minibloq é multi-plataforma.
E pode ser obtido em  download, na sua versão atual.

## Documentação
- Miniblloq:Documentation

## Artigos na Web
- Hack a Day